# Stane Kosmač
Stane Kosmač, akademski slikar, se je rodil 7. 5. 1950 v Žireh, kjer tudi živi. Do upokojitve je opravljal delo kot likovni pedagog v OŠ Žiri, poleg tega se je ukvarjal z grafičnim oblikovanjem, scenografijo in slikanjem. Oblikoval je več kot sto knjig z različno vsebino, ilustriral tudi nekaj knjig, mnogo plakatov, prospektov in različnih zloženk, razglednic ter drugega propagandnega materiala za mnoge naročnike in namene. Kot slikar se največ posveča  akvarelom.
V letih 1980-2005 je vodil Galerijo Svobode Žiri, nato pa postal likovni kustos Muzeja Žiri.